# Kieran O'Hara
Kieran Michael O'Hara (Manchester, 22 aprile 1996) è un calciatore inglese naturalizzato irlandese, portiere del Kilmarnock.

## Carriera

### Club
È cresciuto nelle giovanili del Manchester Utd.
Ha giocato nella terza e nella quarta divisione inglese.

### Nazionale
Con la nazionale Under-21 irlandese ha preso parte a 5 incontri di qualificazione al campionato europeo di calcio Under-21 2019.
Nel 2019 ha esordito in nazionale maggiore.

## Statistiche

### Cronologia presenze e reti in nazionale
| Cronologia completa delle presenze e delle reti in nazionale ― Irlanda | Cronologia completa delle presenze e delle reti in nazionale ― Irlanda | Cronologia completa delle presenze e delle reti in nazionale ― Irlanda | Cronologia completa delle presenze e delle reti in nazionale ― Irlanda | Cronologia completa delle presenze e delle reti in nazionale ― Irlanda | Cronologia completa delle presenze e delle reti in nazionale ― Irlanda | Cronologia completa delle presenze e delle reti in nazionale ― Irlanda | Cronologia completa delle presenze e delle reti in nazionale ― Irlanda |
| Data                                                                   | Città                                                                  | In casa                                                                | Risultato                                                              | Ospiti                                                                 | Competizione                                                           | Reti                                                                   | Note                                                                   |
| ---------------------------------------------------------------------- | ---------------------------------------------------------------------- | ---------------------------------------------------------------------- | ---------------------------------------------------------------------- | ---------------------------------------------------------------------- | ---------------------------------------------------------------------- | ---------------------------------------------------------------------- | ---------------------------------------------------------------------- |
| 10-9-2019                                                              | Dublino                                                                | Irlanda                                                                | 3 – 1                                                                  | Bulgaria                                                               | Amichevole                                                             | -                                                                      | 76’                                                                    |
| 14-11-2019                                                             | Dublino                                                                | Irlanda                                                                | 3 – 1                                                                  | Nuova Zelanda                                                          | Amichevole                                                             | -1                                                                     | 66’                                                                    |
| Totale                                                                 |                                                                        | Presenze                                                               | 2                                                                      |                                                                        | Reti                                                                   | -1                                                                     |                                                                        |